# کچ (میرجاوه)
کچ روستایی در دهستان تمین بخش لادیز شهرستان میرجاوه استان سیستان و بلوچستان ایران است.
کچ مرکز زندگی سادات منطقه می باشد

## جمعیت
بر پایه سرشماری عمومی نفوس و مسکن در سال ۱۳۹۵ جمعیت این مکان ۳۶۸ نفر (۱۰۸خانوار) بوده‌است.